# Distrito de Damoh
Damoh (en hindi; दमोह ज़िला) es un distrito de la India en el estado de Madhya Pradesh. Código ISO: IN.MP.DM.
Comprende una superficie de 7 306 km².
El centro administrativo es la ciudad de Damoh.

## Demografía
Según censo 2011 contaba con una población total de 1 263 703 habitantes, de los cuales 603 225 eran mujeres y 660 478 varones.

## Localidades
- Hirdepur
- Hindoria